# Mary Murillo
Mary O'Connor, mais conhecida pelo pseudônimo Mary Murillo (nasceu em 22 de janeiro de 1888, Bradford, Inglaterra – faleceu em 19??) foi uma atriz e roteirista. Ela escreveu cinco melodramas para Theda Bara durante a década de 1910.
Mary Murillo nasceu Mary O'Connor, filha de Edward O'Connor, um irlandês viajante comercial e Sarah Mary née Sunter. A família era católica, e provavelmente veio originalmente de Ballybrophy, no Condado de Laois, Irlanda. Ela era a mais velha de quatro irmãs.
Em fevereiro de 1909, ela fez sua estreia em uma comédia musical da Broadway, Havana, ao lado de sua meia-irmã Isabel Daintry.